# Otto Barkowski
Otto Karl August Barkowski (* 9. Juli 1890 in Aken (Elbe); † Frühjahr 1945 bei Graudenz [vermisst]) war ein deutscher Landeshistoriker und Gymnasiallehrer.

## Leben
Otto Barkowski stammte aus einer preußischen Familie. Sein Großvater war Lokomotivführer im Kreis Niederung und in Breslau gewesen. Sein Vater Bruno Barkowski arbeitete als Lehrer in verschiedenen Städten. So wuchs Otto Barkowski in Aken (Elbe), Jülich, Treptow an der Rega und Bartenstein in Ostpreußen (ab 1896) auf. Er besuchte von 1897 bis 1908 das Gymnasium zu Bartenstein und studierte anschließend Klassische Philologie und Geschichte an den Universitäten zu Jena, Freiburg und Albertus-Universität Königsberg, wo er 1912 bei Richard Wünsch zum Dr. phil. promoviert wurde und 1913 die Lehramtsprüfung ablegte.
Nach dem Seminarjahr in Insterburg (1913/1914) und dem Probejahr in Bartenstein (1914/1915) nahm Barkowski bis 1919 am Ersten Weltkrieg teil. Als Angehöriger des 1. Masurischen Infanterie-Regiments Nr. 146 wurde er mehrfach ausgezeichnet, unter anderem mit dem Eisernen Halbmond des Osmanischen Reiches.
Als Leutnant der Reserve nach Kriegsende aus dem Militärdienst ausgeschieden, arbeitete Barkowski ab April 1919 als Studienassessor am Gymnasium zu Bartenstein. Nach einem Jahr wechselte er als Studienrat an die Friedrichsschule Gumbinnen. 1937 wurde er an das Gymnasium zu Deutsch Eylau versetzt. Mit dem Ausbruch des Zweiten Weltkrieges (1939) wurde Barkowski als Hauptmann der Reserve zum Überfall auf Polen eingezogen. Nach wenigen Wochen wurde er bei Modlin schwer verwundet und in die Heimat entlassen. Er setzte seine Arbeit am Gymnasium fort, bis er im April 1945 zum Volkssturm einberufen wurde. Er wurde zuletzt bei den Verwundeten in Graudenz gesehen, seitdem gilt er als verschollen.
Neben seiner Tätigkeit im Schuldienst war Barkowski wissenschaftlich tätig. Seine Doktorarbeit war eine kommentierte Edition des spätantiken carmen adversus Flavianum. Aus dieser Arbeit erwuchs seine Zusammenarbeit mit Wilhelm Kroll, der Paulys Realencyclopädie der classischen Altertumswissenschaft herausgab. In seinem Auftrag verfasste Barkowski während seiner Zeit im Felde mehrere Artikel. Der längste behandelte die Sieben Weisen und erschien 1923.
Während seiner Arbeit im preußischen Schuldienst beschäftigte sich Barkowski mit der dortigen Siedlungs- und Ortsgeschichte. Er veröffentlichte ausführliche und eingehende Studien in verschiedenen Fachzeitschriften. Er war Mitglied der Altertumsgesellschaft Prussia und ab 1940 Mitglied des Forschungskreises der Königsberger Albertus-Universität.
Otto Barkowski war seit Oktober 1923 Mitglied des Stahlhelms und seit dem 29. April 1934 Mitglied der SA.

## Schriften (Auswahl)
- De carmine adversus Flavianum anonymo. Königsberg 1912 (Dissertation)
- Die Besiedlung des Hauptamtes Insterburg unter Herzog Albrecht und Markgraf Georg Friedrich von Ansbach, 1525–1603. In: Zeitschrift der Altertumsgesellschaft Prussia. Band 28 (1928), S. 159–243. Band 30 (1933), S. 1–131 (auch als Sonderdruck)
- Beiträge zur Siedlungs- und Ortsgeschichte des Hauptamtes Rhein. In: Altpreußische Forschungen. Band 9 (1934), S. 197–224
- Quellenbeiträge zur Siedlungs- und Ortsgeschichte des Hauptamtes Stradaunen-Oletzko. In: Altpreußische Forschungen. Band 13 (1936), S. 183–233